# 揭秘
《揭秘》，新加坡哇哇映画第三部新传媒8频道播出的电视剧，由刘子绚、黄腾浩、陈邦鋆、包勋评、汤灵伊及姚懿珊领衔主演。
故事描述一间以上流社会为服务对象，专门替客户解决“疑难杂症”的公关公司。为了处理纠纷而秘密组织了一队精英成员，帮助个案的苦主做危机控管，减低当事者的声誉、感情与家庭的伤害。剧中的男主角温昌渝（黄腾浩饰）是一个极度聪明，为求完成任务无所不用其极的电脑法医。外表乐观但内心却有段不为人知的秘密的他，遇到了极富正义感的邝芸香（刘子绚饰）。两人工作上是上司与下属的关系，每每因为个案而起争执，最后却“吵”出了感情。 《揭秘》将会以二至三集为一个案件单元，带出数个改编自真实网络个案的故事。

## 播出时间

### 首播
| 頻道        | 所在地   | 播放日期       | 時間              |
| ----------- | -------- | -------------- | ----------------- |
| 新傳媒8頻道 | 新加坡   | 2013年10月28日 | 週一至週五21:00起 |
| Astro双星   | 马来西亚 | 2013年11月14日 | 週一至週五16:30起 |

### 重播
| 頻道        | 所在地   | 播放日期       | 時間                            |
| ----------- | -------- | -------------- | ------------------------------- |
| Astro双星   | 马来西亚 | 2013年11月15日 | 週一至週五00:30起               |
| Astro双星   | 马来西亚 | 2013年11月15日 | 週一至週五09:30起               |
| Astro双星   | 马来西亚 | 2013年11月15日 | 週一至週五15:30起（上一集重播） |
| Astro双星   | 马来西亚 | 2013年11月16日 | 週六07:30起（连播五集）         |
| Astro双星   | 马来西亚 | 2013年11月17日 | 週日19:30起（连播五集）         |
| Astro双星   | 马来西亚 | 2014年11月12日 | 週一至週五08:30起               |
| Astro双星   | 马来西亚 | 2014年11月18日 | 週日至週四08:00起（新时段）     |
| 新傳媒8頻道 | 新加坡   | 2014年9月12日  | 週一至週五17:30起               |

## 主要演員
| 演员   | 角色   | 介绍 | 登场集数 |
| 黄腾浩 | 温昌渝 | 电脑法医，天资聪明，头脑反应迅速，擅长推理，洞察每个细节，知识丰富。性格坚强、自信、说话有时会带刺，有段难过的感情往事。与芸香是欢喜冤家，在不断的冲突与矛盾中渐渐的喜欢上芸香，并在芸香的帮助下，走出了心理的阴霾。但二人的感情却遭到了芸香父亲激烈的反对。                     | 全剧     |
| 刘子绚 | 邝芸香 | IQ没昌渝高，但做事很坚持，嫉恶如仇，性格不服输又带点孩子气。缺点是疑心病很重，不容易相信人。初遇昌渝，误会他为了赚钱，不择手段，对昌渝没什么好感。相处一段时间后，芸香开始欣赏昌渝的机智与判断力，渐渐喜欢他。为了帮昌渝克服上一段感情的阴影，费尽了心思，过程中闹出了不少趣事。 | 全剧     |
| 陈邦鋆 | 张乐天 | 高级督察，芸香的初恋情人、大学的学长。毕业后进入警校，以优异的成绩获奖学金到国外留学，在警界前途无量。对昌渝不按常规的查案方式很有意见，与昌渝是情敌。乐天背后还隐藏了一个不为人知的秘密，为了保住这个秘密，他与昌渝展开一场斗智的角力战。                                       | 7-20集   |
| 包勋评 | 邝思远 | 芸香的弟弟。对朋友讲义气，但却被朋友陷害。 | 全剧     |
| 汤灵伊 | 邝芸君 | 芸香的小妹，网络记者，好奇心极重，喜欢追根究底。自己也因为采访的缘故涉入一起网络欺诈案，差点被歹徒伤害，所幸得昌渝与芸香的帮助，解决了她的危机。 | 全剧     |

## 其他演员
| 演员   | 角色   | 介绍 | 登场集数 |
| 刘谦益 | 邝保民 | 芸香的爸爸。为人幽默，喜欢讲大道理，妻子早年过世，他独自养大三个孩子。保民自己内心一直隐瞒着一个秘密，连孩子都不知晓。后来为了保密，涉入一起谋杀案。 | 2-20集   |
| 姚懿珊 | 黄文燕 | 芸香的大学闺蜜，两人友情深厚，可是却在第一集中的婚礼收到手机信息而逃婚后却因意外遭遇车祸而离世。                                                     | 第1集    |

## 電視節目的變遷
| 新加坡 新傳媒8頻道 星期一至五 21:00 - 22:00              | 新加坡 新傳媒8頻道 星期一至五 21:00 - 22:00 | 新加坡 新傳媒8頻道 星期一至五 21:00 - 22:00 |
| -------------------------------------------------------- | ------------------------------------------- | ------------------------------------------- |
|                                                          | 揭秘 （2013.10.28- 2013.11.22）             |                                             |
| 小小传奇 （2013.09.30- 2013.10.25）                      | 信约：唐山到南洋 （2013.11.25- 2014.01.07） |                                             |
| 马来西亚 Astro 双星 星期一至五 16:30 - 17:30             |                                             |                                             |
| 小小传奇 （2013.10.17- 2013.11.13）                      | 揭秘 （2013.11.14- 2013.12.11）             | 信约：唐山到南洋 （2013.12.12- 2014.01.23） |
| 新加坡 新傳媒8頻道 星期一至五 17:30 - 18:30 （重播时段） |                                             |                                             |
| 小小传奇 （2014.08.15- 2014.09.11）                      | 揭秘 （2014.09.12- 2014.10.09）             | 信约：唐山到南洋 （2014.10.10- 2014.11.21） |